# 浣紗駅
浣紗駅 （ワンサえき）は、大韓民国慶尚南道泗川市にある、韓国鉄道公社の駅である。

## 利用可能な路線
- 韓国鉄道公社
  - 慶全線

## 駅構造
- 島式ホーム1面2線の地上駅。

## 歴史
- 1968年2月7日：開業[1]。
- 2016年7月14日：晋州駅 - 光陽駅間の複線新線51.5kmが完成[2]。

## 隣の駅
慶全線
晋州駅 - 浣紗駅 - 北川駅